# Jean-Pierre Fontenay
Jean-Pierre Fontenay (24 giugno 1957) è un ex pilota di rally francese, specializzato nei rally raid, vincitore una edizione del Rally Dakar (1998).

## Biografia
Pilota ufficiale del team Mitsubishi, specializzatosi in rally raid, vanta undici piazzamenti nella top ten del Rally Dakar.

## Palmarès

### Rally Dakar
| Anno | Categoria | Mezzo                       | Pos. |
| ---- | --------- | --------------------------- | ---- |
| 1987 | Auto      | Mitsubishi Pajero           | 40º  |
| 1988 | Auto      | Mitsubishi Pajero           | 12º  |
| 1989 | Auto      | Mitsubishi Pajero           | 7º   |
| 1991 | Auto      | Mitsubishi Pajero           | 3º   |
| 1993 | Auto      | Mitsubishi Pajero           | 12º  |
| 1995 | Auto      | Mitsubishi Pajero           | 4º   |
| 1996 | Auto      | Mitsubishi Pajero           | 3º   |
| 1997 | Auto      | Mitsubishi Pajero Evolution | 2°   |
| 1998 | Auto      | Mitsubishi Pajero Evolution | 1°   |
| 1999 | Auto      | Mitsubishi Pajero Evolution | 9°   |
| 2000 | Auto      | Mitsubishi Pajero Evolution | 3º   |
| 2001 | Auto      | Mitsubishi Pajero Evolution | 6º   |
| 2002 | Auto      | Mitsubishi Pajero Evolution | 4º   |
| 2003 | Auto      | Mitsubishi Pajero Evolution | 2º   |

### Altri risultati
1992
- 4º al Rally di Tunisia

1993
- al Rally di Tunisia
- all'Italian Baja

1998
- all'Abu Dhabi Desert Challenge

2000
- al Rally del Marocco
- 4º all'Abu Dhabi Desert Challenge

2002
- all'Italian Baja
- all'Abu Dhabi Desert Challenge